# Îndrăgostitul
Îndrăgostitul (titlul original: în franceză Le Soupirant) este un film de comedie francez, realizat în 1962 de regizorul Pierre Étaix, protagoniști fiind actorii Pierre Étaix, France Arnel, Claude Massot și Denise Perrone. 

## Distribuție
- Pierre Étaix – Pierre, îndrăgostitul
- France Arnel – Stella
- Claude Massot – tatăl lui Pierre
- Denise Perrone – mama lui Pierre
- Karin Vesely – Ilka, Au-paire din Suedia
- Laurence Lignères – Laurence
- Lucien Frégis – pictorul
- Anna Abigaël – dna. din ascensor
- Dominique Clément –
- Patrice Laffont – fiul Stellei
- Pierre Maguelon – directorul de scenă
- Roger Trapp –
- Kim Lokay – bodyguardul Stellei

## Aprecieri
„ Ironie ușoară aliată unui lirism cuceritor, care amintește de Max Linder, într-o înlănțuire de gaguri, amuzantă inițiere în educația sentimentală franceză a anilor '60. Secvență rapel: refacerea cu mijloacele pantomimei, a unei povești de dragoste, de la sfiala înfiripării legăturii, până la bucuria frenetică a triumfului. ”—T. Caranfil , Dicționar universal de filme 